# توربافان
توربافان (زی‌بالان و تارپایان هم نامیده شده) (Embioptera) راستهٔ کوچکی از حشرات گرمسیری و نیمه‌گرمسیری هستند.
زی‌بالان از زیرردهٔ بالداران (Pterygota) هستند.
واژهٔ یونانی Embioptera به معنی «دارای بال‌های زنده و پرتحرک» است.